# Enrique Miguel
Enrique Miguel Martín (Ciudad Rodrigo, 26 de junio de 1950 - Salamanca, 26 de diciembre de 2021) fue un futbolista español que jugó de centrocampista.

## Carrera deportiva
Nacido en la localidad salmantina de Ciudad Rodrigo, en la cual empezaría a jugar al fútbol en el Ciudad Rodrigo Club de Fútbol, equipo de la localidad, se trasladó a Salamanca en la temporada 1971/72. Esa temporada fue titular en diecisiete de los veintiún partidos que jugó. Ascendió en dos ocasiones a Primera División en las temporada 1972/73 y 1974/75.
Se convirtió en una leyenda del futbol salmantino al disputar con la U. D. Salamanca nueve temporadas y 231 partidos en Primera División; y tres temporadas y 63 partidos en Segunda División.
El charro estuvo presente en tres ascensos de la entidad, dos de ellos a Primera, donde destacó por marcajes realizados a futbolistas como Gunter Netzer, Johan Cruyff o Diego Armando Maradona. 

### Muerte
El 26 de diciembre de 2021 falleció tras una larga enfermedad. Su funeral se celebró el 3 de enero a las 12:00 horas en la parroquia de La Purísima. Su capilla ardiente se instaló en la Sala 7 del tanatorio San Carlos Borromeo.

## Clubes
| Club            | País   | Año         |
| --------------- | ------ | ----------- |
| U. D. Salamanca | España | 1971 - 1985 |